# Камбаллин
Камбаллин (англ. Camballin) — небольшой город на северо-западе Австралии, на территории штата Западная Австралия. Входит в состав графства Дерби-Уэст-Кимберли.

## Географическое положение
Город находится в северо-восточной части штата, к северу от реки Фицрой, на расстоянии приблизительно 1720 километров к северо-востоку от Перта, административного центра штата.

## Демография
По данным переписи 2006 года в городе проживало 702 человека, из которых мужчины составляли 51,3 %, женщины — соответственно 48,7 %. 70,1 % горожан являлись представителями коренного населения Австралии (при общеавстралийском показателе 2,3 %).

Население города по возрастному диапазону по данным переписи 2006 года распределилось следующим образом: 28,8 % — жители младше 14 лет, 18,4 % — между 15 и 24 годами, 40,7 % — от 25 до 54 лет, 7,5 % — от 55 до 64 лет и 4,7 % — в возрасте 65 лет и старше. Средний возраст составлял 26 лет. Перепись также показала, что 6,3 % горожан родились за пределами Австралии, а 1,7 % являлись гражданами других государств. Новая Зеландия является родиной для 2,7 % жителей города, далее следуют Великобритания (1,7 %), Аргентина (0,9 %) и Канада (0,6 %). Для большинства жителей Камбаллина родным языком является английский; многие знают также австралийский криол, различные австралийские языки (ньикина , валматярри, мангала) и малайский.
Перепись населения 2006 года показала, что в конфессиональной структуре населения 28,1 % составляет группа, относящая себя к атеистам. На втором месте находятся последователи Церкви Христа в Австралии — 20,7 %, далее идёт группа лиц, определивших свои религиозные взгляды, как смешанные (включающие элементы нескольких религий) — 9,8 %, католики — 6,8 % и англикане — 6,4 %.